# Allylestrenol
Allylestrenol, được bán dưới tên thương hiệu Gestanin và Turinal, là một loại thuốc proestin được sử dụng để điều trị sẩy thai tái phát và dọa sảy thai và ngăn ngừa chuyển dạ sớm ở phụ nữ mang thai. Tuy nhiên, ngoại trừ trong trường hợp thiếu progesterone đã được chứng minh, việc sử dụng nó cho các mục đích như vậy không còn được khuyến khích. Nó cũng được sử dụng ở Nhật Bản để điều trị tăng sản tuyến tiền liệt lành tính (BPH) ở nam giới. Thuốc được sử dụng một mình và không được điều chế kết hợp với estrogen. Nó được dùng bằng đường uống.
Tác dụng phụ của allylestrenol rất ít và chưa được xác định rõ, nhưng được cho là tương tự như các thuốc liên quan. Allylestrenol là một progestin, hoặc một tổng hợp progestogen, và do đó là một chất chủ vận của thụ thể progesterone, các đích sinh học của progestogen như progesterone. Nó không có hoạt động nội tiết tố quan trọng khác. Thuốc là một tiền chất của 17α-allyl-19-nortestosterone (3-ketoallylestrenol) trong cơ thể.
Allylestrenol được mô tả lần đầu tiên vào năm 1958 và được giới thiệu sử dụng trong y tế vào năm 1961. Nó đã được bán trên thị trường rộng rãi trên toàn thế giới trong quá khứ, nhưng ngày nay tính khả dụng và sử dụng của nó tương đối hạn chế. Nó vẫn có sẵn ở một số nước châu Âu và một số nước châu Á.

## Sử dụng trong y tế
Allylestrenol được sử dụng trong điều trị sẩy thai tái phát và dọa sảy thai và để ngăn ngừa chuyển dạ sớm. Tuy nhiên, ngoại trừ trong trường hợp thiếu progesterone đã được chứng minh, việc sử dụng nó cho các chỉ định như vậy không còn được khuyến khích. Allylestrenol là một trong số ít các proestogen thường được sử dụng cho các mục đích như vậy, những loại khác bao gồm progesterone, hydroxyprogesterone caproate và dydrogesterone. Thuốc cũng đã được nghiên cứu trong điều trị các rối loạn phụ khoa như vô kinh, kinh nguyệt không đều và hội chứng tiền kinh nguyệt. Không giống như các proestin khác, allylestrenol không được sử dụng trong biện pháp tránh thai nội tiết tố hoặc trong liệu pháp hormone mãn kinh. Trong một nghiên cứu, nó đã được tìm thấy là không đủ để chuyển đổi nội mạc tử cung ở phụ nữ kết hợp với estradiol valerate. Mặt khác, allylestrenol đã được tìm thấy có hiệu quả trong việc điều trị các cơn bốc hỏa ở phụ nữ sau mãn kinh.
Allylestrenol đã được sử dụng phổ biến ở Nhật Bản với liều lượng cao, thường là 50   mg/ngày nhưng lên tới 100   mg/ngày, để điều trị HA ở nam giới. Các loại thuốc liên quan đã được sử dụng tương tự để điều trị BPH, đặc biệt là ở Nhật Bản, bao gồm chlormadinone axetat, gestonorone caproate và oxendolone. Allylestrenol cũng đã được nghiên cứu trong điều trị ung thư tuyến tiền liệt ở Nhật Bản. Thuốc đã được nghiên cứu như là một thuốc chặn tuổi dậy thì trong điều trị dậy thì sớm.

### Các hình thức có sẵn
Allylestrenol có sẵn ở dạng viên nén uống5 mg. Nó thường được sử dụng với liều lượng từ 5 đến 40   mg/ngày. Ở Nhật Bản, 25   mg allylestrenol dạng viên uống, dưới tên thương hiệu Perselin, được bán trên thị trường để điều trị BPH.

## Tác dụng phụ
Tác dụng phụ của allylestrenol rất ít và chưa được xác định rõ, nhưng được cho là tương tự như các thuốc liên quan (ví dụ, các proestin khác). Khi được sử dụng với liều lượng cao trong điều trị HA ở nam giới, allylestrenol có thể gây ra các triệu chứng của suy sinh dục và rối loạn chức năng tình dục. Thuốc indeloxazine có thể chống lại rối loạn chức năng tình dục liên quan đến allylestrenol. Allylestrenol không có androgenic hoặc tác dụng phụ nội tiết tố ngoài mục tiêu khác.

## Dược lý

### Dược lực học

17α-Allyl-19-nortestosterone, còn được gọi là 3-ketoallylestrenol, dạng hoạt động của allylestrenol.

#### Hoạt động tiên sinh và ngoài mục tiêu
Allylestrenol là một progestogen, hoặc một chất chủ vận của thụ thể progesterone (PR). Nó thiếu nhóm keto ở vị trí C3 (một phần của cấu trúc 3-keto-4-ene quan trọng) thường gặp trong proestogen và được coi là cần thiết cho hoạt động, và liên quan đến điều này, được cho là một tiền chất 17α-allyl-19-nortestosterone (3-ketoallylestrenol). Allylestrenol là một proestogen ít mạnh hơn nhiều so với nhiều dẫn xuất 19-nortestosterone khác. Liều lượng rụng trứng hiệu quả - kích thích hoặc tránh thai của allylestrenol ở phụ nữ đã được nghiên cứu, mặc dù hạn chế. Ở tuổi 20   mg/ngày allylestrenol, rụng trứng xảy ra ở 50% của 6   chu kỳ, và ở 25   mg/ngày, rụng trứng xảy ra ở 0% của 3   chu kỳ. Tổng liều chuyển hóa nội mạc tử cung của allylestrenol ở phụ nữ trong suốt chu kỳ là 150 đến 250   mg. Không giống như hầu hết các dẫn xuất 19-nortestosterone khác, allylestrenol được báo cáo là một proestogen tinh khiết và do đó không có hoạt tính androgenic, estrogen và glucocorticoid. Như vậy, nó dường như có các tính chất tương tự như progesterone tự nhiên.
Các hồ sơ liên kết và hoạt động của allylestrenol và chất chuyển hóa hoạt động chính của nó tại các thụ thể hoóc môn steroid và các protein liên quan đã được nghiên cứu. Allylestrenol có ít hơn 0,2% ái lực của ORG-2058 và dưới 2% ái lực của progesterone đối với PR. Tương tự, nó có ít hơn 0,2% ái lực của testosterone đối với thụ thể androgen (AR), dưới 0,2% ái lực của estradiol đối với thụ thể estrogen (ER), ít hơn 0,2% ái lực của dexamethasone đối với glucocorticoid thụ thể (GR) và 0,9% ái lực của testosterone đối với globulin gắn với hormone giới tính (SHBG). Ngược lại, chất chuyển hóa 17α-allyl-19-nortestosterone của nó có 24% ái lực của ORG-2058 và 186% ái lực của progesterone đối với PR, 4,5% ái lực của testosterone đối với AR, 9,8% ái lực với AR dexamethasone cho GR và 2,8% ái lực của testosterone đối với SHBG, trong khi đó tương tự có ít hơn 0,2% ái lực của estradiol đối với ER. Ái lực của 17α-allyl-19-nortestosterone đối với AR thấp hơn so với norethisterone và medroxyprogesterone axetat và ái lực của nó với SHBG thấp hơn nhiều so với norethisterone. Những phát hiện này có thể giúp giải thích sự vắng mặt của tác dụng gây quái thai của allylestrenol trên cơ quan sinh dục ngoài của thai nhi chuột đực và chuột đực. 
| Hợp chất | PR  | AR | ER | GR | MR | SHBG | CBG |
| --- | --- | -- | -- | -- | -- | ---- | --- |
| Allylestrenol | 0   | 0  | 0  | 0  | ?  | 1    | ?   |
| 17α-Allyl-19-NT | 186 | 5  | 0  | 10 | ?  | 3    | ?   |
| Ghi chú: Giá trị là tỷ lệ phần trăm (%). Các phối tử tham chiếu (100%) là P4 cho PR, T cho AR, E2 cho ER, DEXA cho GR, aldosterone cho MR, T cho SHBG và cortisol cho CBG. Nguồn: |     |    |    |    |    |      |     |

#### Tác dụng kháng gonadotropic

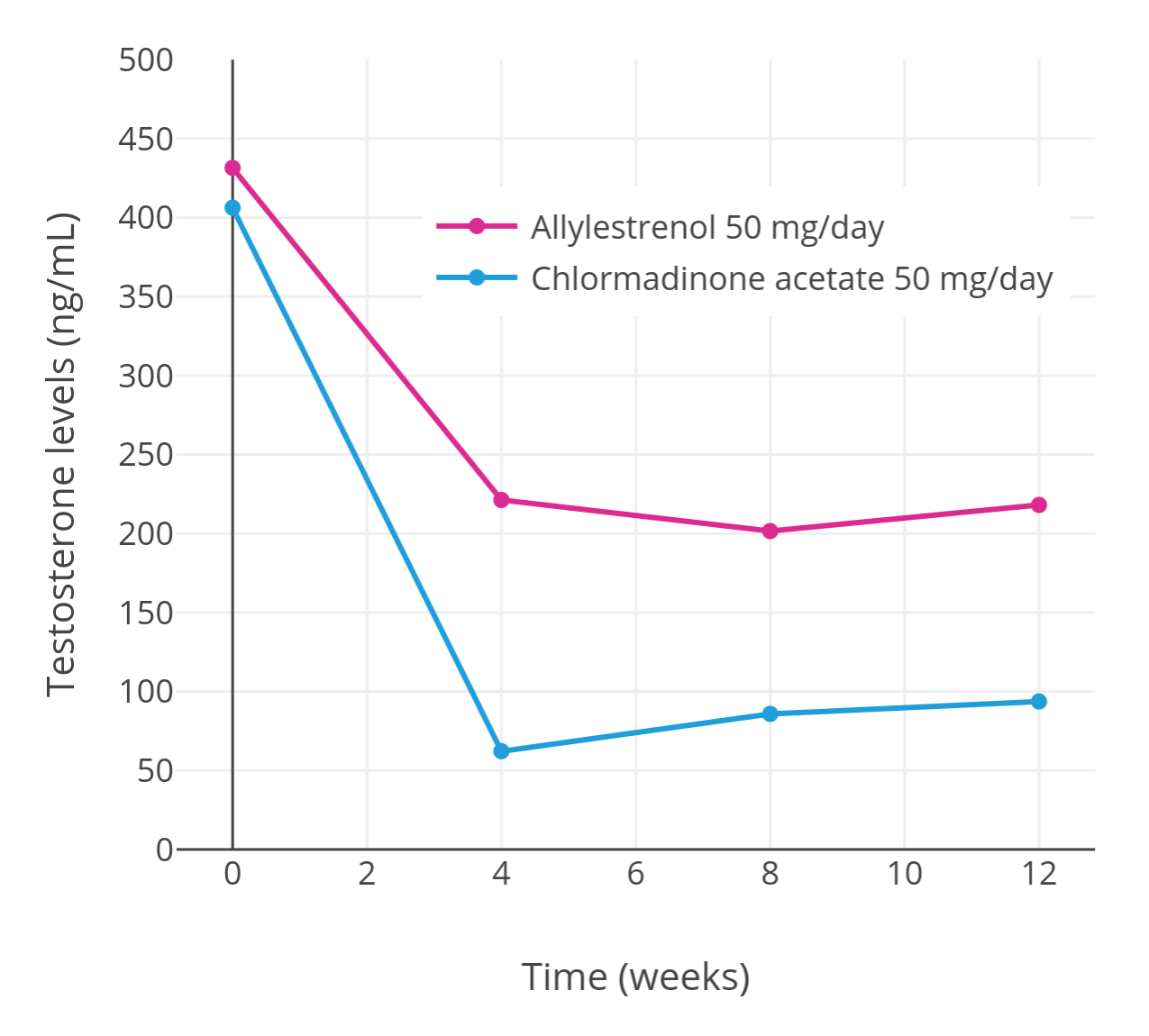
Nồng độ testosterone với 50 mg/ngày allylestrenol hoặc 50 mg/ngày chlormadinone axetat uống trong 12 tuần ở nam giới bị tăng sản tuyến tiền liệt lành tính.

Tương tự như các proestogen khác, allylestrenol có tác dụng kháng gonadotropic mạnh. Nó có thể làm giảm đáng kể nồng độ lưu hành của hormone luteinizing, testosterone và dihydrotestosterone ở nam giới. Với liều 50   mg/ngày, allylestrenol đã được tìm thấy để ức chế nồng độ testosterone lưu hành tới 78% ở nam giới mắc bệnh HA. Đây là khoảng tối đa mà proestogen được biết là có thể ức chế nồng độ testosterone ở nam giới. Theo đó, việc giảm nồng độ hormone testosterone và luteinizing với allylestrenol ở nam giới đã được tìm thấy trong một nghiên cứu tương đương với chlormadinone axetat và oxendolone. Tuy nhiên, một nghiên cứu khác cho thấy mức giảm testosterone thấp hơn đáng kể với 50   mg/ngày allylestrenol so với 50   mg/ngày chlormadinone acetate tương ứng khoảng 49 Biến52% so với 76 Lần 85%. Nghiên cứu trên động vật cho thấy allylestrenol tạo ra tác dụng có lợi của nó trong BPH thông qua các tác dụng chống tăng huyết áp và do đó ức chế nồng độ androgen và ức chế sự phát triển của tuyến tiền liệt, tương tự như các proestin khác. Một số nghiên cứu đã phát hiện ra rằng allylestrenol ít hiệu quả đối với HA hơn so với chlormadinone acetate nhưng cũng tạo ra ít tác dụng phụ và rối loạn chức năng tình dục. Liệu pháp allylestrenol cho BPH có liên quan đến việc giảm đáng kể nồng độ kháng nguyên dành riêng cho tuyến tiền liệt, có thể che giấu sự phát hiện ung thư tuyến tiền liệt.

#### Các hoạt động khác
Allylestrenol không phải là chất ức chế 5α-reductase đáng kể. Trong một nghiên cứu, nó cho thấy khoảng 80.000 lần thấp hơn tiềm năng cho sự ức chế của 5α-reductase in vitro so với thành lập 5α-reductase inhibitor epristeride (IC50 = 11,3   nM cho epristeride và 890   Tổ hợp cho allylestrenol). Trong một nghiên cứu khác, đã ức chế 70% 5α-reductase bởi allylestrenol ở nồng độ 60 µM. Sự khác biệt này có thể là do các điều kiện thí nghiệm khác nhau, nhưng vẫn thấp hơn nhiều so với epristeride.

### Dược động học
Sau khi uống, nồng độ allylestrenol cao nhất đạt được sau 2 đến 4   giờ  Thuốc cho thấy liên kết protein huyết tương đáng kể. Nó có ái lực tương đối thấp đối với SHBG, thấp hơn nhiều so với norethisterone. Allylestrenol được chuyển hóa ở gan, thông qua giảm, hydroxyl hóa và liên hợp. Nó được biết đến là một chất nền của CYP3A4. Nó được cho là một tiền chất của 17α-allyl-19-nortestosterone (3-ketoallylestrenol), theo đó, là một chất chuyển hóa hoạt động được biết đến của allylestrenol. Thời gian bán hủy sinh học của allylestrenol đã được báo cáo là "vài giờ" hoặc, có lẽ ở dạng hoạt động của nó, khoảng 10   giờ  Trong máu, allylestrenol không thay đổi chiếm 15 đến 40% phóng xạ, một chất chuyển hóa không liên hợp chiếm 4 đến 10% phóng xạ và phần còn lại của phóng xạ tương ứng với các chất chuyển hóa liên hợp. Allylestrenol được đào thải chủ yếu qua nước tiểu, 44% 24   giờ và 67% trong vòng 4   ngày Nó được bài tiết gần như hoàn toàn dưới dạng liên hợp, với 75% trong số này là liên hợp sulfat và 24% là liên hợp glucuronide.

## Hóa học
Allylestrenol, còn được gọi là 3-deketo-17α-allyl-19-nortestosterone hoặc 17α-allylestr-4-en-17β-ol, là một steroid estrane tổng hợp và là một dẫn xuất của testosterone. Nó là thành viên của phân nhóm estrane thuộc họ proestin 19-nortestosterone, nhưng không giống như hầu hết các proestin 19-nortestosterone khác, không phải là dẫn xuất của norethisterone (17α-ethynyl-19-nortestosterone). Điều này là do nó sở hữu một nhóm allyl ở vị trí C17α chứ không phải nhóm ethynyl thông thường. Như vậy, cùng với altrenogest (17α-allyl-19-nor-δ 9,11 -testosterone), allylestrenol là một dẫn xuất của 17α-allyltestosterone chứ không phải là 17α-ethynyltestosterone.
Allylestrenol cũng là duy nhất trong số hầu hết các proestin 19-nortestosterone ở chỗ nó thiếu ketone ở vị trí C3. Nó chia sẻ tài sản này với lynestrenol (17α-ethynylestr-4-en-17β-ol), desogestrel (11-methylene-17α-ethynyl-18-methylestr-4-en-17β-ol) và steroid đồng hóa (androgenic) AAS) ethylestrenol (17α-ethylestr-4-en-17β-ol). Allylestrenol là allyl C17α và C3 deketo phái sinh của AAS nandrolone (19-nortestosterone), cũng như allyl C17α và C3 deketo tương tự của AAS normethandrone (17α-methyl-19-nortestosterone) và norethandrolone (17α-methyl-19 -nortestosterone).

### Tổng hợp
Tổng hợp hóa học của allylestrenol đã được công bố.

## Lịch sử
Allylestrenol được cấp bằng sáng chế vào năm 1958  và đã được bán trên thị trường cho mục đích y tế từ năm 1961. Nó được phát triển bởi Phòng thí nghiệm Organon.

## Xã hội và văn hoá

### Tên gốc
Allylestrenol là tên gốc của thuốc và INN, BAN và JAN, trong khi allylestrénol là DCF của nó và allilestrenolo là DCIT của nó. BAN ban đầu là allyloestrenol, nhưng cuối cùng nó đã được thay đổi. Thuốc cũng được biết đến với tên mã phát triển SC-6393.

### Tên thương hiệu
Các tên thương hiệu chính của allylestrenol bao gồm Gestanin, Gestanon, Perselin và Turinal. Nó cũng đã được bán trên thị trường dưới một loạt các tên thương hiệu khác, bao gồm Alese, Alilestrenol, Allynol, Allytry, Alynol, Anin, Arandal, Astanol, Cobarenol, Crestanon, Elmolan, Fetugard, Foegard, Fulterm, Gestan, Gest G3in Premaston, Prenolin, Prestrenol, Profar, Proeston, Protanon và Shegest.

### Khả dụng

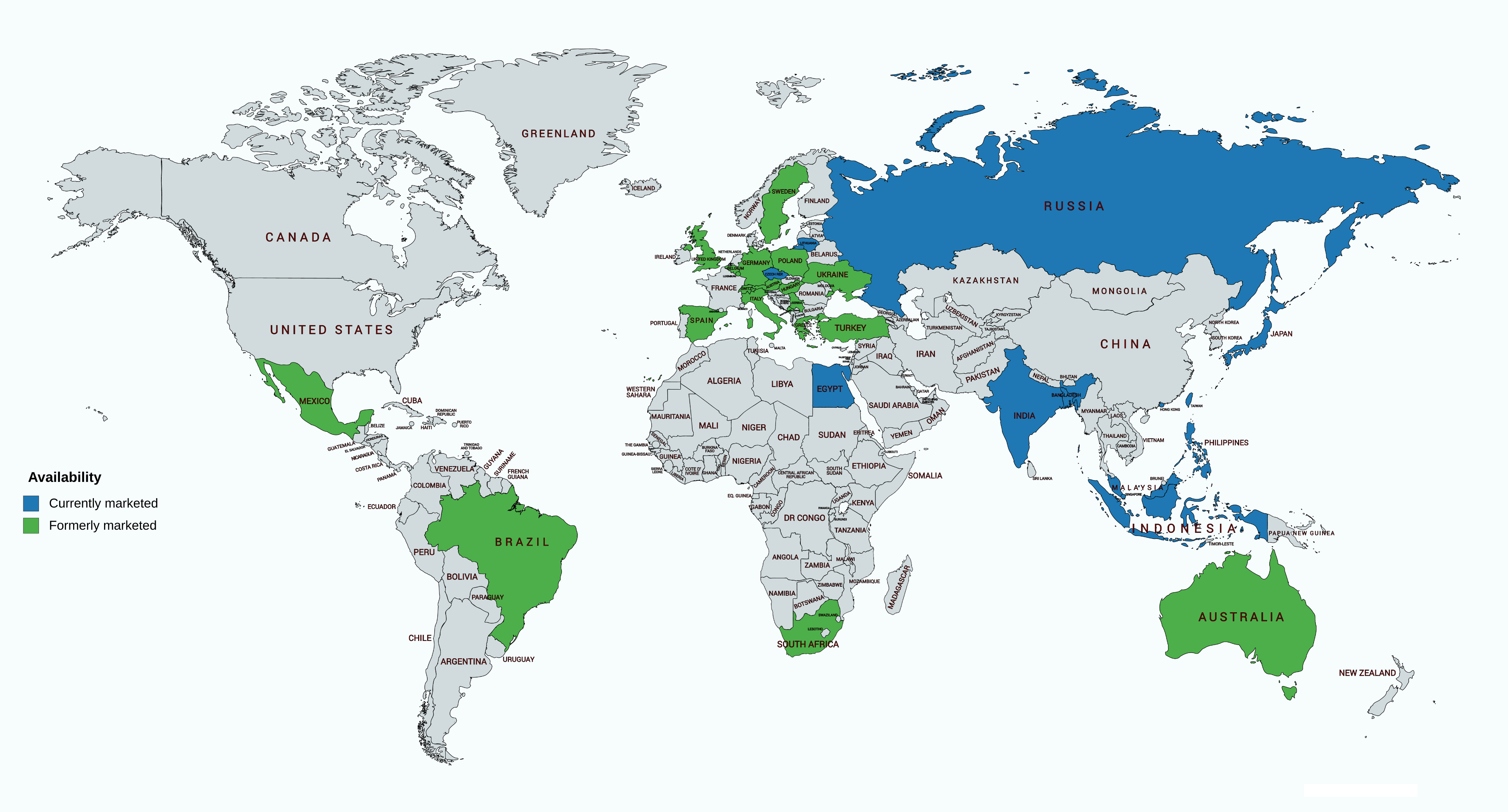
Có sẵn allylestrenol ở các nước trên thế giới kể từ tháng 12 năm 2017. Màu xanh hiện đang được bán trên thị trường, màu xanh trước đây là thị trường.

Allylestrenol đã được bán trên thị trường rộng rãi trên toàn thế giới, bao gồm ở Châu Âu, Nam, Đông và Đông Nam Á, Châu Phi, Châu Đại Dương và Châu Mỹ Latinh. Tuy nhiên, mặc dù nó đã được bán rộng rãi trong quá khứ, nhưng sự sẵn có của allylestrenol tương đối hạn chế ngày nay. Nó dường như vẫn có sẵn ở Bangladesh, Cộng hòa Séc, Ai Cập, Hồng Kông, Ấn Độ, Indonesia, Nhật Bản, Litva, Malaysia, Philippines, Nga, Singapore và Đài Loan. Trước đây, allylestrenol cũng đã có sẵn ở Úc, Áo, Bỉ, Brazil, Đức, Hy Lạp, Hungary, Ý, Luxembourg, México, Ba Lan, Nam Phi, Tây Ban Nha, Thụy Điển, Thụy Sĩ, Thổ Nhĩ Kỳ, Ukraine, Vương quốc Anh và Nam Tư (bây giờ là Serbia và Montenegro). Tuy nhiên, nó dường như đã bị ngưng ở các nước này. Nó dường như không được bán ở Hoa Kỳ hoặc Canada.